# Tómas Viborg
Tómas Viborg (* 12. August 1976) ist ein isländischer Badmintonspieler.

## Karriere
Tómas Viborg siegte 1999 erstmals bei den nationalen Titelkämpfen in Island. Vier weitere Titel folgten bis 2001. 1998 siegte er bei den Iceland International im Mixed mit Emma Gustafsson.

## Sportliche Erfolge
| Saison | Veranstaltung                 | Disziplin    | Platz | Name                               |
| ------ | ----------------------------- | ------------ | ----- | ---------------------------------- |
| 1998   | Iceland International         | Mixed        | 1     | Tómas Viborg / Emma Gustafsson     |
| 1999   | Island: Einzelmeisterschaften | Herreneinzel | 1     | Tómas Viborg                       |
| 2000   | Island: Einzelmeisterschaften | Mixed        | 1     | Tómas Viborg / Brynja Pétursdóttir |
| 2000   | Island: Einzelmeisterschaften | Herreneinzel | 1     | Tómas Viborg                       |
| 2001   | Island: Einzelmeisterschaften | Mixed        | 1     | Tómas Viborg / Brynja Pétursdóttir |
| 2001   | Island: Einzelmeisterschaften | Herreneinzel | 1     | Tómas Viborg                       |
| 2002   | Iceland International         | Herreneinzel | 3     | Tómas Viborg                       |